# Alexandru Golescu
Alexandru George Golescu, född 1819, död den 15 augusti 1881, var en rumänsk statsman, kusin till Stefan och Nicolae Golescu. 
Golescu deltog i 1848 års rörelser och var ett par gånger minister under Karl I, bland annat ministerpresident en kort tid under 1870. 